# Tricholosporum pseudosordidum
Tricholosporum pseudosordidum là một loài nấm trong họ Tricholomataceae. Nó được tìm thấy ở Florida.

## Phân loại
The species was originally described as Tricholoma pseudosordidum by Rolf Singer năm 1945, and William Murrill transferred it to Melanoleuca năm 1949. Tim Baroni moved it to Tricholosporum năm 1982.